# Bourg-des-Maisons
Bourg-des-Maisons (trong tiếng Occitan Borg de Maisons) là một xã của Pháp, nằm ở tỉnh Dordogne trong vùng Aquitaine của Pháp. Xã này có diện tích 8,99 km2, dân số năm 2006 là 69 người. Xã nằm ở khu vực có độ cao trung bình 206 m trên mực nước biển.

## Hành chính
| Danh sách các xã trưởng                |             |                  |      |                        |
| Giai đoạn                              | Giai đoạn   | Tên              | Đảng | Tư cách                |
| 1989                                   | đương nhiệm | René Raspiengeas | PS   | hưu trí France Télécom |
| Tất cả các dữ liệu trước đây không rõ. |             |                  |      |                        |

## Thông tin nhân khẩu
| Năm    | 1962 | 1968 | 1975 | 1982 | 1990 | 1999 | 2006 |
| ------ | ---- | ---- | ---- | ---- | ---- | ---- | ---- |
| Dân số | 111  | 86   | 80   | 51   | 55   | 78   | 69   |